# Maidan-Holenîșcivskîi, Letîciv
Maidan-Holenîșcivskîi (în ucraineană Майдан-Голенищівський) este un sat în comuna Holenîșceve din raionul Letîciv, regiunea Hmelnîțkîi, Ucraina.

## Demografie
Componența lingvistică a localității Maidan-Holenîșcivskîi
     Ucraineană (100%)
Conform recensământului din 2001, toată populația localității Maidan-Holenîșcivskîi era vorbitoare de ucraineană (100%).